# Basutställning

Livrustkammarens basutställning i Stockholm.

Basutställning är en semipermanent utställning, främst på museer, konsthallar eller andra institutioner som bedriver utställningsverksamhet och som förblir oförändrad under en längre tid. Basutställningen planeras så att den kan stå under ett flertal år, upp emot några decennier. Till skillnad från många tillfälliga utställningar som är mer tekniskt experimenterande och upplevelseinriktade har basutställning ett relativt traditionellt och icke-trendigt tilltal när det gäller form, design och innehåll med tyngdpunkt på kanoniserande information och fakta. Basutställningen utgörs vanligen av museernas egna insamlade, dokumenterade och konserverande föremål.
Begreppet infördes i Sverige i slutet på 1960-talet och ersatte det som tidigare hade kallats permanenta utställningar, som ansågs vara missvisande eftersom det antydde oföränderlighet och konservatism. Vid den här tiden pågick debatter på institutionerna och bland medierna där det diskuterades hur de gamla utställningarna skulle förnyas och anpassas till ett föränderligt kultur- och samhällsklimat.

## Bakgrund
Den föremålscentrerade utställningsmodell som hade följt med sen 1800-talet konstruerades inom ramen för ett antal konventioner, där kronologisk ordning, objektivitet och en bildningsaspekt med ett avgränsat pedagogiskt fokus på nationens utvecklingshistoria utgjorde ledande ideal. Även om utställningsmediet långsamt utvecklades under 1960-talet och tillämpade mer flexibilitet och samtidskontext hade många av Sveriges statliga museer länge stått oförändrade.
Från och med mitten på sextiotalet och framåt började nya riktlinjer göra sig gällande i museernas verksamhet. Detta som en konsekvens av välfärdspolitikens syn på kulturen som en utvecklande resurs, inte bara för etablissemanget utan för alla sociala grupper och individer i samhället. I takt med att kulturen fick ökad spridning genom statliga insatser och genom en allmän liberaliseringsvåg kom också allt fler grupper att kräva inflytande. Utredningar gjordes där man undersökte hur fler skulle kunna få ta del av och delta i produktionen av kultur och i distributionen av kulturutbudet.
Detta gick hand i hand med en mer utåtriktad politisk och social medvetenhet där frågor om mångkultur och demokratiska rättigheter lyftes fram. Frågan om vem museerna var till för och vilka den riktade sig till blev aktuell.  Som ett led i detta blev tillfälliga utställningar allt mer vanligt förekommande, med varierande teman och kortare existens som i högre grad var anpassade till specifika besöksgrupper. En diskussion följde om förändringens fördelar. De tillfälliga utställningarna var framgångsrika men det fanns en oro över att de riktade sig till en alltför smal besökargrupp. Samtidigt gjordes också satsningar på nya, mer genomarbetade varaktiga utställningar som skulle lyfta fram de traditionella samlingarna i en samtidsaktuell kontext för en bred publik. Som ett led av detta kom också traditionella begrepp att omdefinieras. I SOU-betänkandet Museerna 1973 fastslogs det att begreppet permanenta utställningar inte längre passade eftersom det måste finnas utrymme för flexibilitet och förändring med hänsyn till publikens intresse, behov och nya forskningsrön. Istället användes från och med nu basutställning som benämning på dessa mer varaktig utställningar.